# Loi pour la Norvège de Christian IV

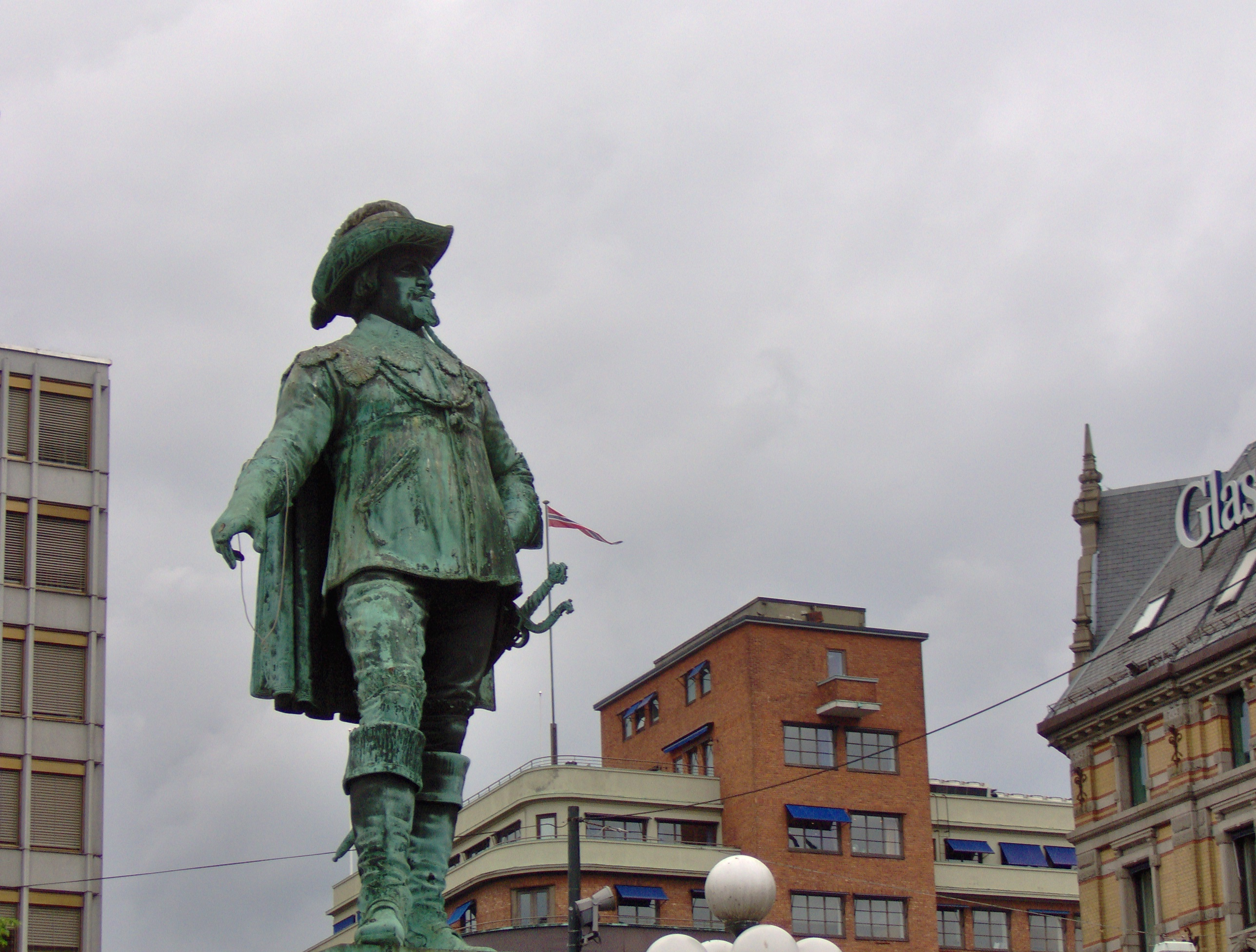
Statut de Christian IV de 1878, Stortovet, Oslo.

La loi pour la Norvège de Christian IV est un ensemble de lois que Christian IV, roi de Danemark-Norvège, appliqua à la Norvège à partir du 4 décembre 1604. La loi est essentiellement une traduction en danois de la Loi de Magnus Lagabøte de 1274. La loi a été appliquée en Norvège pendant 80 ans, mais la loi pour la Norvège de Christian V de 1687-1888 a adopté bon nombre de ces mêmes lois.